# Margaret Rutherford
| Margaret Rutherford                       | Margaret Rutherford                       |
| Kattints az alábbi külső linkek egyikére! | Kattints az alábbi külső linkek egyikére! |
| ----------------------------------------- | ----------------------------------------- |
| Nem található szabad kép.(?)              |                                           |
| külső link · jogvédett                    | Miss Marple szerepében                    |

Margaret Rutherford (1892. május 11. – 1972. május 22.) Oscar-díjas angol karakterszínész, művészi teljesítménye elismeréséül nemesi rangot kapott. A második világháború után vált ismertté Noël Coward Vidám Kísértet (Blithe Spirit) és Oscar Wilde Bunbury – avagy jó, ha szilárd az ember (The Importance of Being Earnest) adaptációiban való szereplésével.

## Gyermekkora
Balham városában született szülei egyedüli gyermekeként (édesanyja Florence Nicholson volt). Édesapja, William Benn Rutherford sok évig szenvedett elmebajban, majd miután 1883. március 4-én agyonverte apját, hét évet töltött a broadmoori elmegyógyintézetben. Amikor – állapota jobbra fordulása miatt – hazaengedték családjához, a Benn nevet letette, és 1904-ig, mikor ismét és ekkor már véglegesen elmegyógyintézetbe került, családjával élt. Margaret Rutherford gyermekkoráról kevés elérhető adat maradt fenn.
Rutherfordot Indiába vitték, de amikor édesanyja meghalt, még kisgyermekként visszahozták Nagy-Britanniába, hogy nagynénje, Bessie Nicholson gondoskodjon róla. Tanulmányait a független Wimbledon Gimnáziumban és a RADA-ban végezte.

## Karrierje
Későn fordult a színészet felé, mivel ifjú éveiben tanárként dolgozott – beszédtechnikát oktatott. Színpadi debütálására az Old Vicben, 33 éves korában került sor. Mivel fizikai megjelenése szinte teljesen kizárta romantikus hősnők eljátszásának a gondolatát, hamarosan  vígjátéki szerepekben tette elismertté nevét, és játszott a XX. század közepén készült legsikeresebb brit filmek többségében. „Sosem szándékoztam játékommal nevettetni. Mindig meglepődöm azon, hogy a közönség egyáltalán mulatságosnak tart engem,” írta Rutherford önéletrajzában. Az ezen filmek legtöbbjében kapott szerepeit eredetileg színpadon játszotta.
1945-ben összeházasodott a szintén színész Stringer Davisszel, akivel gyakran szerepeltek együtt filmjeikben.
Az 1950-es években Rutherford és Davis adoptálták az akkor húszas éveiben járó írót, Gordon Langley Hallt. Hallnak később nemi átalakító műtétje volt, és azután nevét Dawn Langley Simmonsra változtatta. Ezen a néven írta meg Rutherford önéletrajzát 1983-ban.
1957-ben Rutherford Cynthia Gordon szerepében tűnt fel az amerikai helyzetkomédia, a Dick and the Duchess Patrick O’Neill és Hazel Court főszereplésével Angliában forgatott epizódjában (The Kissing Bandit).
1961-ben először játszotta el azt a filmszerepet, melyhez a továbbiakban leginkább kötötték nevét, Miss Marple szerepét az eredeti Agatha Christie regényekhez lazán kapcsolódó ötrészes filmsorozatban. Rutherford, immár 70 évesen, ragaszkodott ahhoz, hogy saját ruháit viselje a nyomozó vénkisasszony, Jane Marple szerepében, valamint, hogy a férje is szerepeljen a filmekben. A Scooter a Back in the UK című számában e sorozat főcím zenéjének témáját dolgozta fel, és a dalhoz készített videóklipet is a sorozat képi és hangulati világába illesztette.
1964-ben, amikor Cathy McGowan a Ready Steady Go!-ban megkérdezte George Harrisont, hogy ki a kedvenc női filmsztárja, ő így válaszolt: „Margaret Rutherford!”
Rutherford Golden Globe-, és – legjobb női mellékszereplőként – Oscar-díjat nyert az 1963-as The V.I.P.s című filmben nyújtott alakításáért, a feledékeny Brighton hercegnőjeként, Elizabeth Taylor és Richard Burton oldalán. 1966-ban a Chimes at Midnightban mutatott teljesítményével szintén felülmúlta magát. Itt Quickly tanárnő szerepét játszotta olyan jól, hogy II. Erzsébet királynő nemesi rangra emelte őt. 1967-ben a Brit Birodalom Rendje parancsnoki fokozatával (DBE) tüntette ki.

## Kései évei és halála
Élete alkonyán Alzheimer-kórban szenvedett. John Gielgud írta: „Az utolsó szereplése, mely a Haymarket színházban Sir Ralph Richardsonnal a The Rivalsben volt, és végül néhány hét elteltével rákényszerült, hogy abbahagyja a szereplést, megrendítő küzdelem volt a nyilvánvalóan elszálló erejével szemben.”
Margaret Rutherford férje, Stringer Davis mellett nyugszik, aki 1973 augusztusában hunyt el, a St. James templom temetőjében, Gerrards Crossban (Buckinghamshire, Anglia).
Rutherford unokatestvére volt a brit Munkáspárt baloldali szárnyában politizáló Tony Bennek.

## Válogatott színpadi szereplései
- Blithe Spirit (Vidám Kísértet)
- The Way of the World (Így él a világ)
- The Importance of Being Earnest (Bunbury, avagy jó ha szilárd az ember), mint Miss Prism és a New Yorkban (1947) mint Lady Bracknell, rendezte: John Gielgud.
- The Rivals
- The School for Scandal(A rágalom iskolája)
- The Solid Gold Cadillac (A megbízható arany Cadillac, 1965)

## Filmjei
| Év   | Film                                                                    | Szerep                                   | Megjegyzés                                             |
| ---- | ----------------------------------------------------------------------- | ---------------------------------------- | ------------------------------------------------------ |
| 1936 | Talk of the Devil                                                       | házvezetőnő                              |                                                        |
| 1936 | Dusty Ermine                                                            | Evelyn Summers úgy is mint Miss Butterby |                                                        |
| 1936 | Troubled Waters (Zavaros vizeken)                                       | jelentéktelen szerep                     |                                                        |
| 1937 | Missing, Believed Married (1938)                                        | Lady Parke                               |                                                        |
| 1937 | Catch As Catch Can                                                      | Maggie Carberry                          |                                                        |
| 1937 | Big Fella                                                               | dada                                     | jelentéktelen szerep                                   |
| 1937 | Beauty and the Barge                                                    | Mrs. Baldwin                             |                                                        |
| 1941 | Spring Meeting                                                          | Bijou nagynéni                           |                                                        |
| 1941 | Viharos esküvő (Quiet Wedding)                                          | Tisztviselő                              |                                                        |
| 1943 | Yellow Canary                                                           | Mrs. Towcester                           |                                                        |
| 1943 | Túlsó part (The Demi-Paradise)                                          | Rowena Ventnor                           |                                                        |
| 1944 | English Without Tears                                                   | Lady Christabel Beauclerk                |                                                        |
| 1945 | Vidám kísértet (Blithe Spirit)                                          | Madame Arcati                            |                                                        |
| 1947 | While the Sun Shines                                                    | Dr. Winifred Frye                        |                                                        |
| 1947 | Meet Me at Dawn                                                         | Madame Vernore                           |                                                        |
| 1948 | Miranda                                                                 | Carey nővér                              |                                                        |
| 1949 | Útlevél Pimlicóba (Passport to Pimlico)                                 | Professor Hatton-Jones                   |                                                        |
| 1950 | Egy boldog nap (The Happiest Days of Your Life)                         | Muriel Whitchurch                        |                                                        |
| 1950 | Her Favorite Husband                                                    | Mrs. Dotherington                        |                                                        |
| 1951 | Varázsdoboz (The Magic Box)                                             | Lady Pond                                |                                                        |
| 1952 | Curtain Up                                                              | Catherine Beckwith/Jeremy St. Claire     |                                                        |
| 1952 | Miss Robin Hood                                                         | Miss Honey                               |                                                        |
| 1952 | Bunbury, avagy jó ha szilárd az ember (The Importance of Being Earnest) | Miss Letitia Prism                       |                                                        |
| 1952 | Castle in the Air                                                       | Miss Nicholson                           |                                                        |
| 1953 | Innocents in Paris                                                      | Gwladys Inglott                          |                                                        |
| 1953 | Botrány az áruházban (Trouble in Store)                                 | Miss Bacon                               |                                                        |
| 1954 | The Runaway Bus                                                         | Miss Cynthia Beeston                     |                                                        |
| 1954 | Mad About Men                                                           | Carey nővér                              |                                                        |
| 1954 | Aunt Clara                                                              | Clara Hilton                             |                                                        |
| 1955 | An Alligator Named Daisy                                                | Prudence Croquet                         |                                                        |
| 1957 | The Smallest Show on Earth                                              | Mrs. Fazackalee                          |                                                        |
| 1957 | Just My Luck                                                            | Mrs. Dooley                              |                                                        |
| 1959 | I’m All Right Jack                                                      | Dolly nagynéni                           |                                                        |
| 1961 | On the Double                                                           | Lady Vivian                              |                                                        |
| 1961 | Gyilkosság, mondta a hölgy (Murder, She Said)                           | Miss Jane Marple                         |                                                        |
| 1963 | Temetni veszélyes (Murder at the Gallop)                                | Miss Jane Marple                         |                                                        |
| 1963 | Egér a Holdon (The Mouse on the Moon)                                   | XIII. Gloriána nagyhercegnő              |                                                        |
| 1963 | Fejesek (The V.I.P.s)                                                   | Brighton hercegnéje                      | Oscar-díj a legjobb női mellékszereplőnek Golden Globe |
| 1964 | Mrs. McGinthy halott (Murder Most Foul)                                 | Miss Jane Marple                         |                                                        |
| 1964 | Hahó, gyilkos! (Murder Ahoy)                                            | Miss Jane Marple                         |                                                        |
| 1965 | Falstaff (Campanadas a medianoche)                                      | Quickly tanárnő                          |                                                        |
| 1965 | Az ABC-gyilkosságok (The Alphabet Murders)                              | Miss Jane Marple                         | rövid karakterszerep                                   |
| 1967 | A hongkongi grófnő (A Countess from Hong Kong)                          | Miss Gaulswallow                         |                                                        |
| 1967 | Arabella                                                                | Ilaria hercegnő                          |                                                        |
| 1967 | The Wacky World of Mother Goose                                         | Lúdanyó                                  | hangja                                                 |

## További információ
- Margaret Rutherford a PORT.hu-n (magyarul)
- Margaret Rutherford az Internetes Szinkronadatbázisban (magyarul)
- Margaret Rutherford az Internet Movie Database-ben (angolul)
- Margaret Rutherford a Rotten Tomatoeson (angolul)
- Margaret Rutherford az AlloCiné weboldalán (franciául)
- Margaret Rutherford Profile. famousfix.com. (Hozzáférés: 2023. február 18.)

## Fordítás
- Ez a szócikk részben vagy egészben  a   Margaret Rutherford című angol Wikipédia-szócikk fordításán alapul.  Az eredeti cikk szerkesztőit annak laptörténete sorolja fel. Ez a jelzés csupán a megfogalmazás eredetét és a szerzői jogokat jelzi, nem szolgál a cikkben szereplő információk forrásmegjelöléseként.